# Vignonet
Vignonet is een gemeente in het Franse departement Gironde (regio Nouvelle-Aquitaine) en telt 514 inwoners (2004). De plaats maakt deel uit van het arrondissement Libourne.

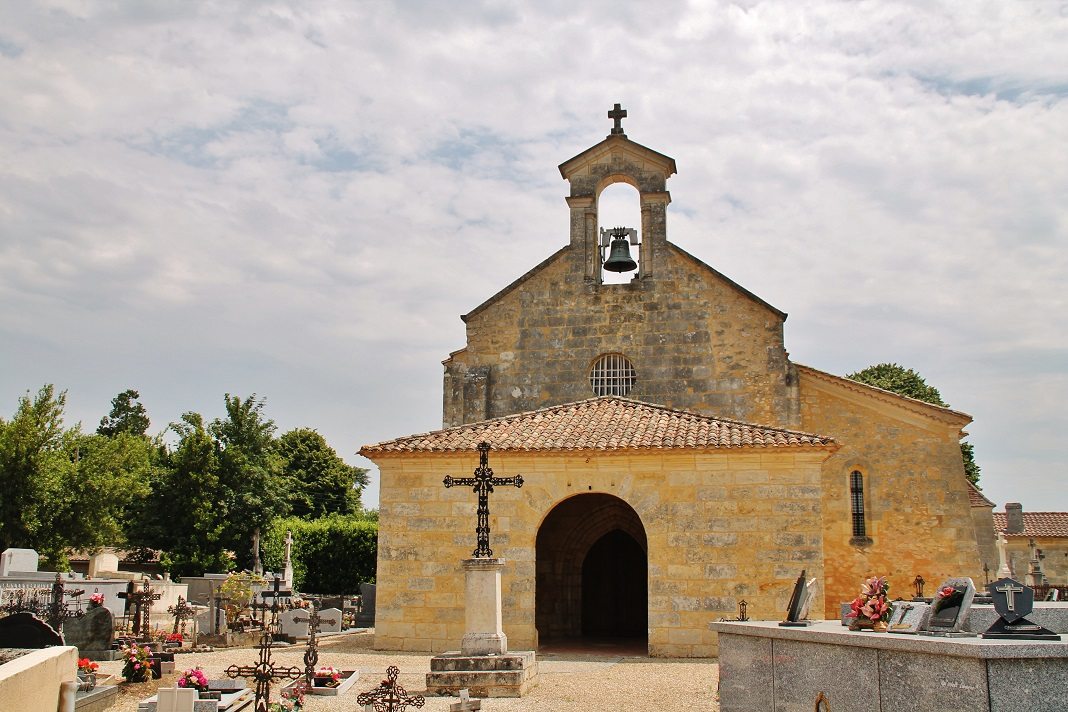
Kerk in Vignonet
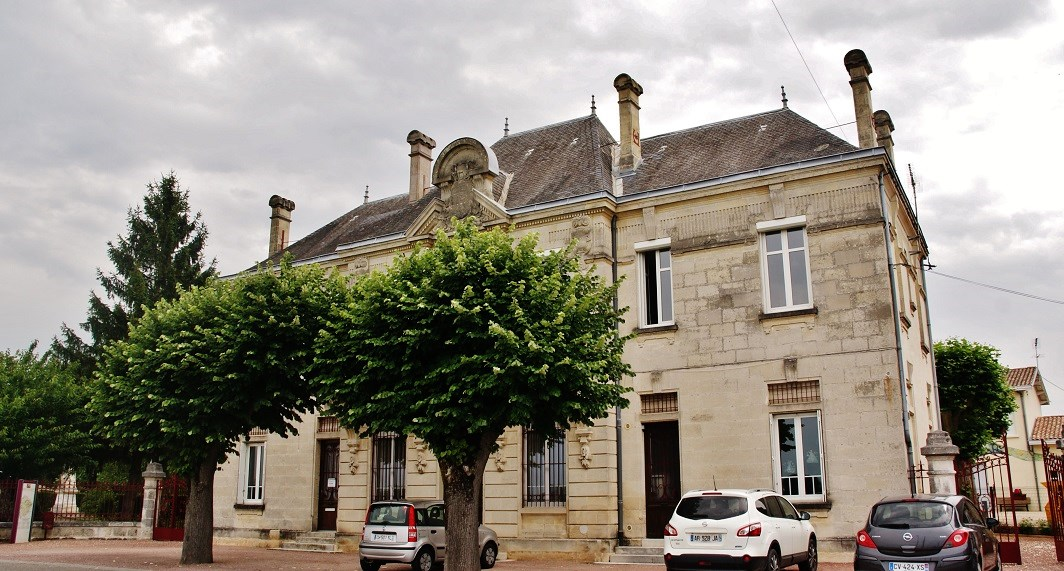
Gemeentehuis

## Geografie
De oppervlakte van Vignonet bedraagt 4,2 km², de bevolkingsdichtheid is 122,4 inwoners per km².
De onderstaande kaart toont de ligging van Vignonet met de belangrijkste infrastructuur en aangrenzende gemeenten.

## Demografie
Onderstaande figuur toont het verloop van het inwonertal (bron: INSEE-tellingen).